# Eleodoro Lobos
Eleodoro Lobos (San Luis, 15 de octubre de 1865 - Buenos Aires, 25 de junio de 1923) fue un jurista y político argentino, que ejerció como ministro de Hacienda y de Agricultura de su país.
Egresado del Colegio Nacional de Buenos Aires, y tras doctorarse en jurisprudencia en la Universidad de Buenos Aires, regresó a la provincia de San Luis, donde ejerció algunos cargos públicos. Instalado definitivamente en Buenos Aires, fue redactor del diario La Prensa, del que llegó a ser director en 1889.
Fue diputado nacional en 1896, en la misma época en que ejercía como profesor de las cátedras de Derecho de Minas y Derecho Rural. Fue ministro de Hacienda durante la presidencia de José Figueroa Alcorta y de Agricultura durante la de Roque Sáenz Peña.
Falleció en Buenos Aires en 1923.